# St. Clair County, Michigan
Saint Clair County är ett administrativt område i delstaten Michigan, USA. År 2010 hade countyt 163 040 invånare. Den administrativa huvudorten (county seat) är Port Huron.

## Geografi
Enligt United States Census Bureau har countyt en total area på 2 168 km². 1 875 km² av den arean är land och 290 km² är vatten.

### Angränsande countyn
- Sanilac County - norr
- Lapeer County - väst
- Macomb County - söder
- Ontario, Kanada - öst

### Orter
- Marysville
- Port Huron (huvudort)